# Kościół św. Stefana w Policznie
Kościół Świętego Stefana w Policznie – rzymskokatolicki kościół parafialny należący do parafii pod tym samym wezwaniem (dekanat czarnoleski diecezji radomskiej).
Świątynia została wzniesiona w latach 1889–1894. Ufundowana została przez Marię z Tyzenhauzów Przeździecką. Plan budowy kościoła został opracowany przez inżyniera Jerzego Wernera. Świątynia wybudowana została z czerwonej cegły, na planie krzyża łacińskiego. Styl neogotyckiego został podkreślony przez dwie wysokie wieże. Budowla posiada pięć ołtarzy wykonanych z drewna dębowego, których budowniczym był Paweł Szczepański z Radomia; w głównym ołtarzu jest umieszczona rzeźba Pana Jezusa na krzyżu z drewna lipowego. Do ołtarzy dopasowane są wykonane również z drewna dębowego: konfesjonały, ławki, drzwi do zakrystii, balustrada przy ołtarzu głównym oraz ambona. Na ścianach prezbiterium są umieszczone dwa obrazy przedstawiające wyniesionych na ołtarze w 1999 roku dwóch męczenników z okresu II wojny światowej. Pierwszy z nich to ks. kom. ppor. Władysław Miegoń (1892–1942), kapelan Dowództwa Floty, zamordowany w Dachau. Drugi błogosławiony to ks. Kazimierz Sykulski (1882–1941), proboszcz w parafiach Skarżysko-Kamienna, Bzin i Policzna (w latach 1917–21), rozstrzelany w obozie Auschwitz-Birkenau. W nawie poprzecznej świątyni znajdują się dwie kaplice: św. Stefana i św. Jana Nepomucena oraz epitafium ks. Antoniego Grudzińskiego.

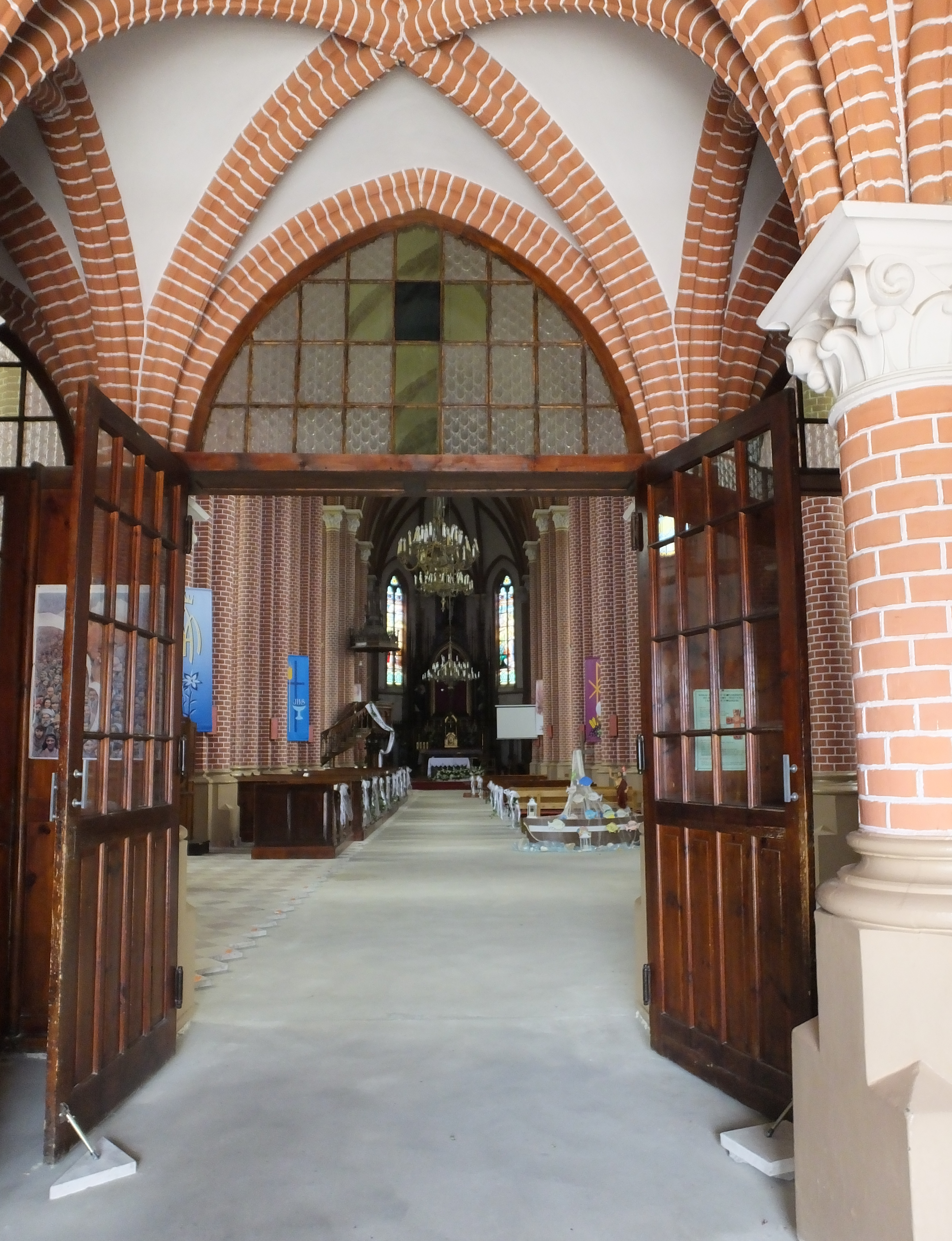
Wnętrze świątyni
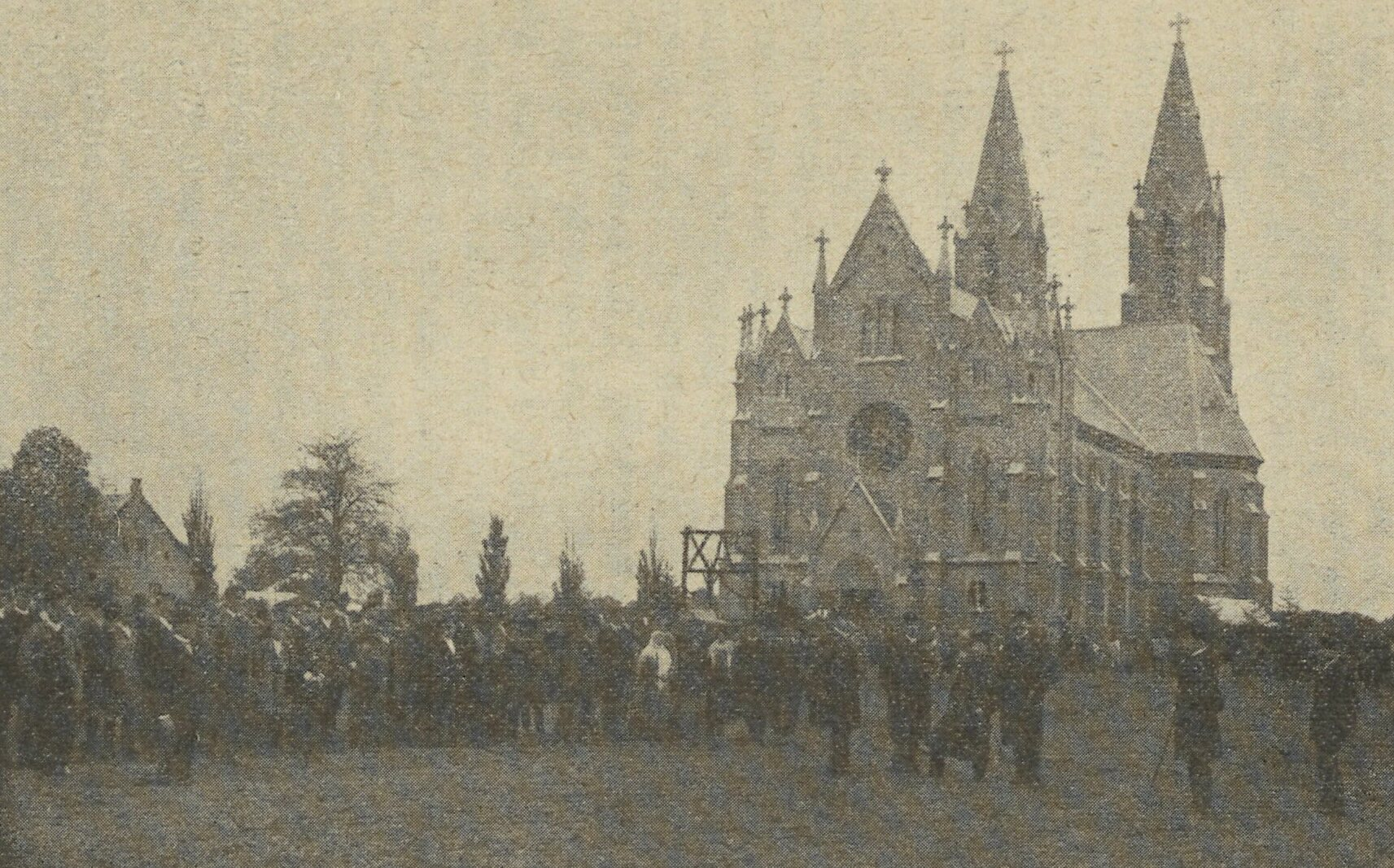
Uroczystości konsekracyjne